# Sandra Godinho
Sandra María André Godinho (ur. 30 kwietnia 1973 w Lizbonie) – portugalska judoczka. Dwukrotna olimpijka. Zajęła dwudzieste miejsce w Barcelonie i odpadła w eliminacjach w Sydney 2000. Walczyła w wadze półciężkiej.
Siódma na mistrzostwach świata w 1999; uczestniczka zawodów w 1993 i 1995. Startowała w Pucharze Świata w latach 1989, 1991-1993 i 1995-2001. Uczestniczka turniejów.

## Letnie Igrzyska Olimpijskie 1992
| Konkurencja | Eliminacje             | Klas. końcowa |
| Konkurencja | Przeciwnik I           | Miejsce       |
| ----------- | ---------------------- | ------------- |
| 72 kg       | Ulla Werbrouck (BEL) P | 20.           |

## Letnie Igrzyska Olimpijskie 2000
| Konkurencja | Eliminacje                | Klas. końcowa |
| Konkurencja | Przeciwnik I              | Miejsce       |
| ----------- | ------------------------- | ------------- |
| 78 kg       | Edinanci da Silva (BRA) P | I runda.      |